# Fly Rasta
Fly Rasta è il quinto album in studio del musicista reggae giamaicano Ziggy Marley, pubblicato nel 2014 e vincitore Grammy award per il miglior album reggae .

## Tracce
1. I Don't Wanna Live On Mars
2. Fly Rasta (feat. U-Roy)
3. Lighthouse
4. Sunshine
5. Moving Forward (feat. Beezy Coleman)
6. You
7. So Many Rising
8. I Get Up (feat. Cedella Marley)
9. You're My Yoko
10. Give It Away